# Phoradendron capitellatum
Phoradendron capitellatum är en sandelträdsväxtart som beskrevs av Torrey och Trelease. Phoradendron capitellatum ingår i släktet Phoradendron och familjen sandelträdsväxter. Inga underarter finns listade i Catalogue of Life.